# Chiesa di San Donato (Parma)
La chiesa di San Donato è un luogo di culto cattolico dalle forme neoclassiche e neogotiche, situato in strada San Donato 77 a San Donato, frazione di Parma, in provincia e diocesi di Parma; è sede di una parrocchia compresa nella zona pastorale della città.

## Storia
Il luogo di culto fu originariamente costruito in epoca altomedievale; la più antica testimonianza della sua esistenza risale al 969, quando la cappella fu menzionata in un testamento redatto da tal Felice da Beneceto, che la cedette, insieme a numerose terre poste nei dintorni, ai canonici del Capitolo della Cattedrale di Parma; l'effettivo passaggio di proprietà avvenne quattro anni dopo.
Nel 1230 l'Ecclesie de Sancto Donato fu citata nel Capitulum seu Rotulus Decimarum della diocesi di Parma, tra le cappelle appartenenti al Capitolo, pur trovandosi all'interno del territorio dipendente dalla pieve di Casaltone, ma già pochi anni dopo fu assegnata alla pieve di San Prospero.
Entro il 1564 il tempio divenne sede parrocchiale autonoma.
Nel corso del XVII secolo fu ricostruita la zona absidale e fu edificata la torre campanaria.
Verso la fine del XVIII secolo il tempio fu profondamente modificato con l'allungamento della navata e la realizzazione della volta a botte lunettata di copertura dell'aula; i lavori si protrassero fino agli inizi del XIX secolo, con la costruzione delle cappelle laterali e la decorazione degli interni.
Nella seconda metà del secolo la chiesa fu restaurata a più riprese.
Nei primi anni del XX secolo furono eseguite le decorazioni neogotiche della facciata e fu rifatta la pavimentazione interna.
Tra il 1954 e il 1959 fu aggiunto il nuovo altare maggiore marmoreo, mentre tra il 1960 e il 1966 fu restaurata l'adiacente canonica, edificata dopo il 1579.

## Descrizione

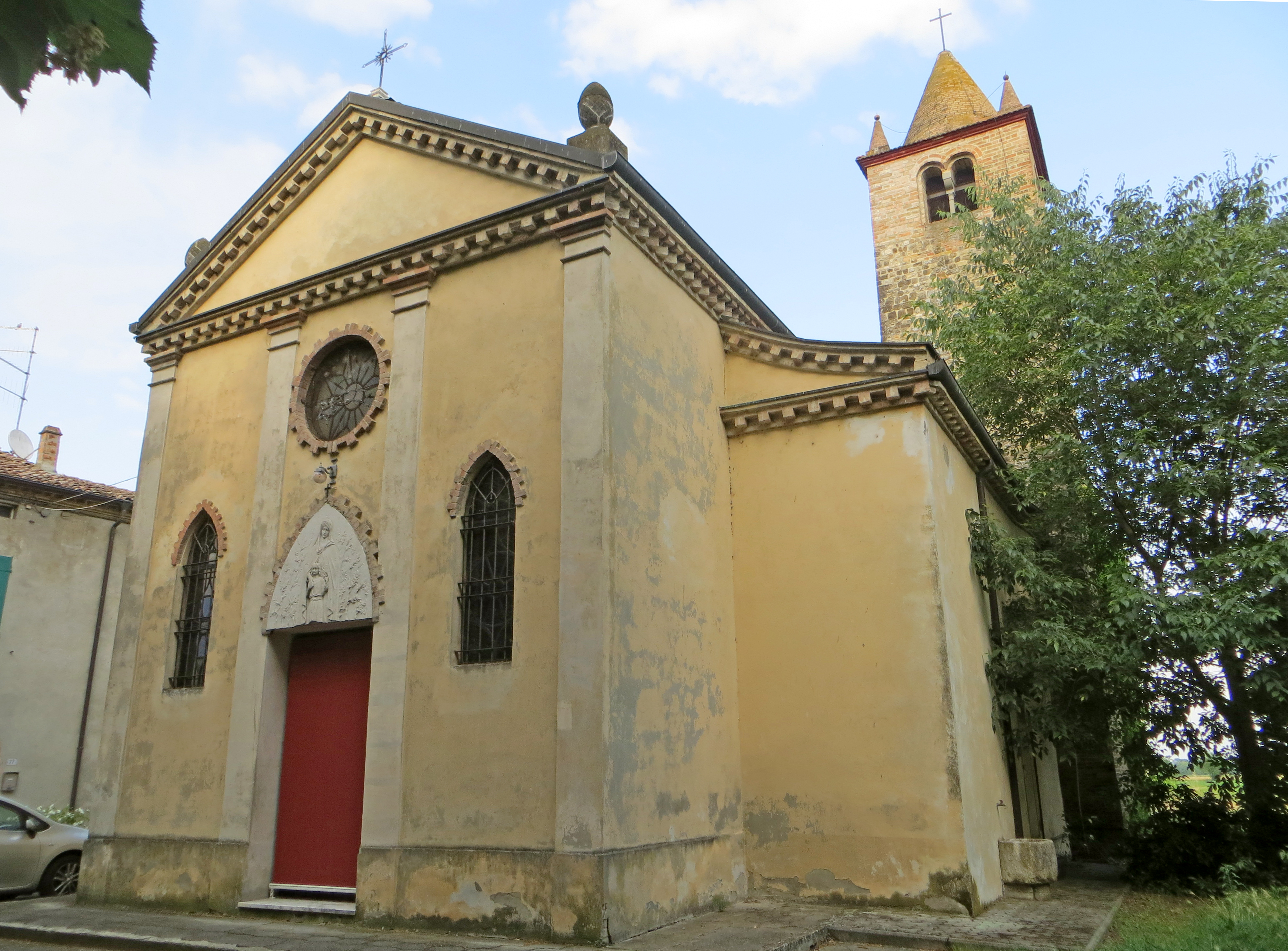
Facciata e lato sud

La chiesa si sviluppa su un impianto a navata unica affiancata da due cappelle per lato, con ingresso a ovest e presbiterio absidato a est.
La simmetrica facciata a capanna, interamente intonacata, è scandita verticalmente in tre parti da quattro lesene coronate da capitelli dorici; al centro è collocato l'ampio portale d'ingresso sormontato da una lunetta ad arco ogivale, delimitata da una cornice dentellata in mattoni, al cui interno si trova un altorilievo marmoreo raffigurante la Madonna della Misericordia, aggiunto intorno al 1950; più in alto è posto un rosone con cornice analoga, mentre ai lati si aprono due alte monofore ad arco ogivale, anch'esse incorniciate. In sommità si staglia un frontone triangolare con cornice dentellata in aggetto; sugli spigoli si ergono su piedistalli due sculture a forma di pigna.
Dai fianchi intonacati della navata, decorati in sommità con un motivo a dentelli in laterizio, aggettano i volumi più bassi delle cappelle. Al termine del lato destro si eleva il massiccio campanile cinquecentesco in pietra, con cella campanaria affacciata sulle quattro fronti attraverso bifore ad arco a tutto sesto, separate da colonnine centrali; a coronamento si erge al centro una guglia piramidale, affiancata da quattro pinnacoli posti sulle estremità. Sul retro si allunga l'abside rivestita in pietra e mattoni.
All'interno la navata, coperta da una volta a botte lunettata, è affiancata da una serie di lesene coronate da capitelli dorici, a sostegno del cornicione perimetrale modanato; la cappelle laterali si affacciano sull'aula attraverso ampie arcate a tutto sesto.
Il presbiterio, lievemente sopraelevato, è preceduto dall'arco trionfale, decorato con un frontone mistilineo e retto da pilastri; l'ambiente, coperto da una volta a botte, accoglie l'altare maggiore a mensa in marmi policromi, ornato con tre formelle scolpite con altorilievi raffiguranti l'Eucaristia tra due angeli; sul fondo l'abside, chiusa superiormente dal catino con spicchi a vela lunettati, accoglie, tra due finestre ad arco ribassato aperte nelle unghie della volta, la pala settecentesca raffigurante il Martirio di san Donato.